# Port lotniczy Ewarton
Port lotniczy Ewarton – port lotniczy zlokalizowany w miejscowości Ewarton, na Jamajce.